# Лісові пожежі в Чилі (2024)
На початку лютого 2024 року в Чилі спалахнули лісові пожежі. Найінтенсивніше в регіоні Вальпараїсо та Вінья-дель-Мар.
Кількість загиблих щонайменше 51 особа. Зруйновано понад 1100 будинків. 3 лютого президент Габріель Боріч оголосив надзвичайний стан у країні.

## Огляд
Заступник міністра внутрішніх справ повідомив Мануель Монсальве 4 лютого, що в центральній та південній частинах Чилі сталося 162 лісові пожежі. На прошлой неделе в регионе наблюдались необычно высокие температуры, достигавшие 40 ° C. Постраждало понад 43 000 гектарів землі. Станом на 4 лютого владі вдалося взяти під контроль 43 пожежі, в той час як з 34 все ще ведуться роботи. и «мега-засухой», которая затронула страну за последнее десятилетие.
Президент Габрієль Борич припустив, що деякі пожежі могли бути викликані навмисно, і цю точку зору підтримав губернатор регіону Вальпараїсо Родріго Мундака.

## Попередні пожежі
У січні 2024 року дві лісові пожежі спонукали Національну службу щодо запобігання стихійним лихам та реагування на них (SENAPRED) оголосити червону тривогу. Один стався 20 січня в Лонкімаї, регіон Арауканія, а інший 26 січня в Пуерто-Монт, регіон Лос-Лагос.
22 січня на кордоні Портесуело і Трегуако спалахнула пожежа під назвою «Antiquereo 2» в регіоні Нубл. До 24 січня їх було локалізовано після того, як поглинули 35 гектарів. У відповідь SENAPRED оголосила жовте попередження у Портесуело, що стало першим попередженням року у регіоні.

## Жертви та шкода

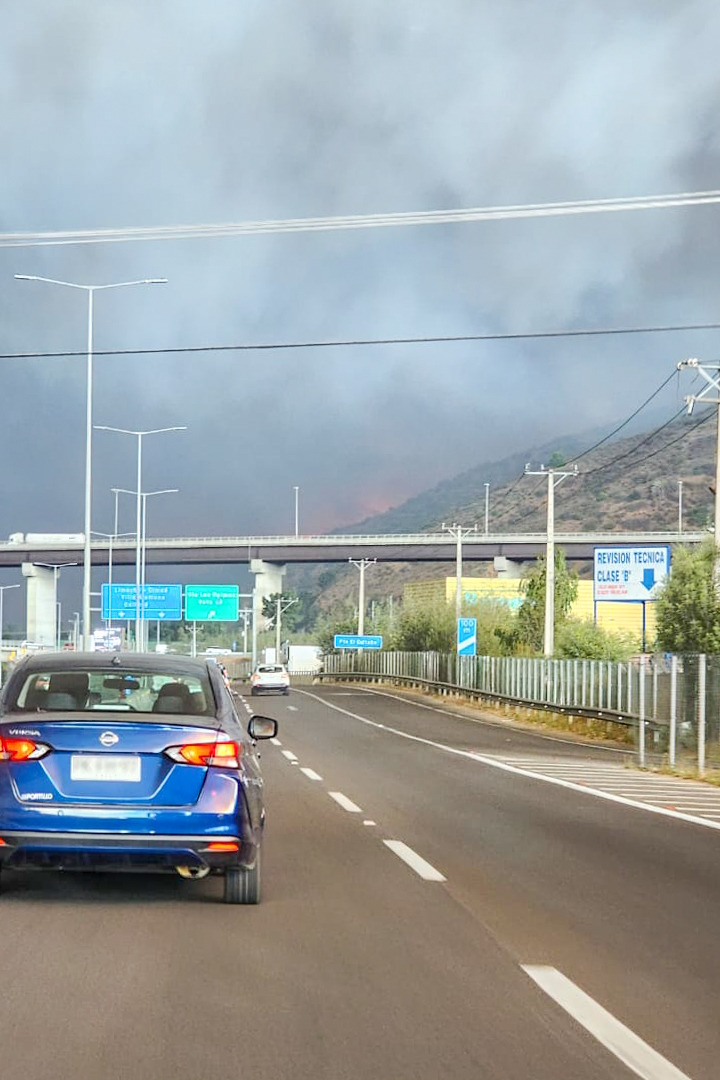
Лісова пожежа в Чилі

Внаслідок пожеж загинула загалом 131 особа, з яких на даний момент упізнано 35. Судово-медична служба Чилі заявила, що багато тіл було виявлено в поганому стані і їх важко ідентифікувати, що спонукало їх взяти зразки ДНК у людей, чиї родичі зникли без вісті. Щонайменше 45 загиблих було виявлено на місці події, тоді як ще шестеро померли від опікових травм у медичних закладах. Щонайменше 14 000 будинків постраждали від пожеж у Вінья-дель-Мар і Кільпуе. Понад 370 людей зникли безвісти лише в районі Вінья-дель-Мар, тоді як 1600 людей були змушені залишити свої будинки внаслідок пожеж. Пожежі вважалися найбільш смертоносними в історії Чилі і найбільш смертоносною катастрофою в країні з часів землетруси в Чилі у 2010 році.
У Вальпараїсо були евакуйовані чотири лікарні і три будинки для людей похилого віку, а два автобусні термінали були зруйновані. У Вінья-дель-Мар міський ботанічний сад, заснований 1931 року, був знищений пожежами.
Президент Борис, Габріель Габріель Борич заявив, що кількість загиблих, ймовірно, зросте.

## Реакція
Пожежі призвели до розгортання 31 пожежного літака та 1400 пожежників разом із 1300 військовослужбовцями для надання допомоги у ліквідації надзвичайних ситуацій. Президент Габріель Борич наказав розгорнути додаткові військові підрозділи для допомоги у боротьбі з пожежами та закликав громадян співпрацювати з аварійними бригадами. Крім того, у Вінья-дель-Марі, Лімачі, Кільпуеї та Вілья-Алемана було введено комендантську годину, яка почнеться о 09:00 3 лютого, щоб полегшити пересування автомобілів швидкої допомоги. Влада ввела заборону на поводження з вогнем та іншими машинами, що виробляють тепло, у провінціях Вальпараїсо та Марга-Марга.
3 лютого було оголошено надзвичайний стан, тоді як Борич оголосив дводенну національну жалобу. 3 лютого Борич здійснив обліт постраждалих районів, перш ніж відвідати школу, яка була переобладнана у притулок для тих, кого було переміщено внаслідок пожеж. Він також розпорядився переобладнати офіційну літню резиденцію президента, Палац Серро Кастільо, у Вінья-дель-Мар, у тимчасовий центр дозвілля для постраждалих дітей і передати в дар меблі, які використовувалися на Панамериканських іграх 2023 року, а також сплатити рахунки за воду 9 200 сім'ям.
Міністерство охорони здоров'я оголосило санітарне попередження у регіоні Вальпараїсо та наказало призупинити планові операції. Він також санкціонував створення польових шпиталів та оголосив про прийом на роботу студентів-медиків, які наближаються до кінця навчання, для посилення медичного персоналу.

## Міжнародна реакція
Фестиваль Вінья-дель-Мар скасував урочисте відкриття на знак жалоби за жертвами. Деякі учасники, такі як Алехандро Санс, Пабло Альборан та Мана, відправили повідомлення солідарності та оголосили про пожертвування.
Уряд Мексики направив команду з 30 пожежників з Національної комісії лісового господарства та 127 співробітників армії та ВПС разом із 26 тоннами продовольства. Президент США Джо Байден заявив, що Вашингтон «перебуває в контакті з нашими чилійськими партнерами» і «готовий надати необхідну допомогу чилійському народу». Папа Франциск закликав помолитися за «загиблих і поранених внаслідок руйнівних пожеж у Чилі». Організація Об'єднаних Націй висловила співчуття та оголосила про допомогу.